# باري كولير (مدرب كرة سلة)
باري كولير (بالإنجليزية: Barry Collier) هو مدرب كرة سلة أمريكي، ولد في 15 يوليو 1954.